# Chimneys titka (Agatha Christie-színdarab)
A Chimneys titka (The Secret of Chimneys) Agatha Christie 2003-ban bemutatott színdarabja.
A színdarab alapjául szolgáló regényt 1925-ben adták ki - ebben jelenik meg először Battle főfelügyelő. A regény Magyarországon a Királyok és kalandorok címmel jelent meg.
A történetet Christie 1931-ben írta át színpadra, ám a tervezett bemutató máig ismeretlen okokból elmaradt.
A darab világpremierjét végül a kanadai Vertigo Theatre-ben tartották, Calgaryban, 2003-ban, miután a színház művészeti vezetője John-Paul Fischback "70 év után újra felfedezte" a színdarab kéziratát a British Library egyik archívumában.
A történetet az ITV 2009-ben a Julia McKenzie-féle Miss Marple (televíziós sorozat) egyik epizódjaként is bemutatta, számos változtatással.
Színpadon Magyarországon még nem került bemutatásra.

## Szereplők
- Tredwell
- Monsieur Lemoine
- An Old Lady
- Lord Caterham
- Lady Eileen Brent
- The Honourable George Lomax
- Bill Eversleigh
- Anthony Cade
- Virginia Revel
- The Stranger
- Superintendent Battle C.I.D.
- Herman Banks
- Boris Andrassy
- Monsieur X

## Szinopszis
Chimneys, a Brent család birtoka, sötét és szövevényes titkot rejt - egy rejtélyes alak bármit megtesz azért, hogy visszaállítsák a királyságot a távoli Herzoszlovákiában.
Anthony Cade, egy gyanútlan fiatalember egy csomagot kézbesít egy angliai vidéki címre. Ekkor még nem is sejti, hogy ez az egyszerűnek ígérkező baráti megbízás végül egy nemzetközi összeesküvés központi alakjává teszi.
Gyémántok, olajkoncesszió, száműzött uralkodók, egy fondorlatos bűnözőzseni, valamint a Scotland Yard és a French Surete egyesített erejének egyvelege egy mozgalmas estét ígér.